# Südtiroler-Siedlung

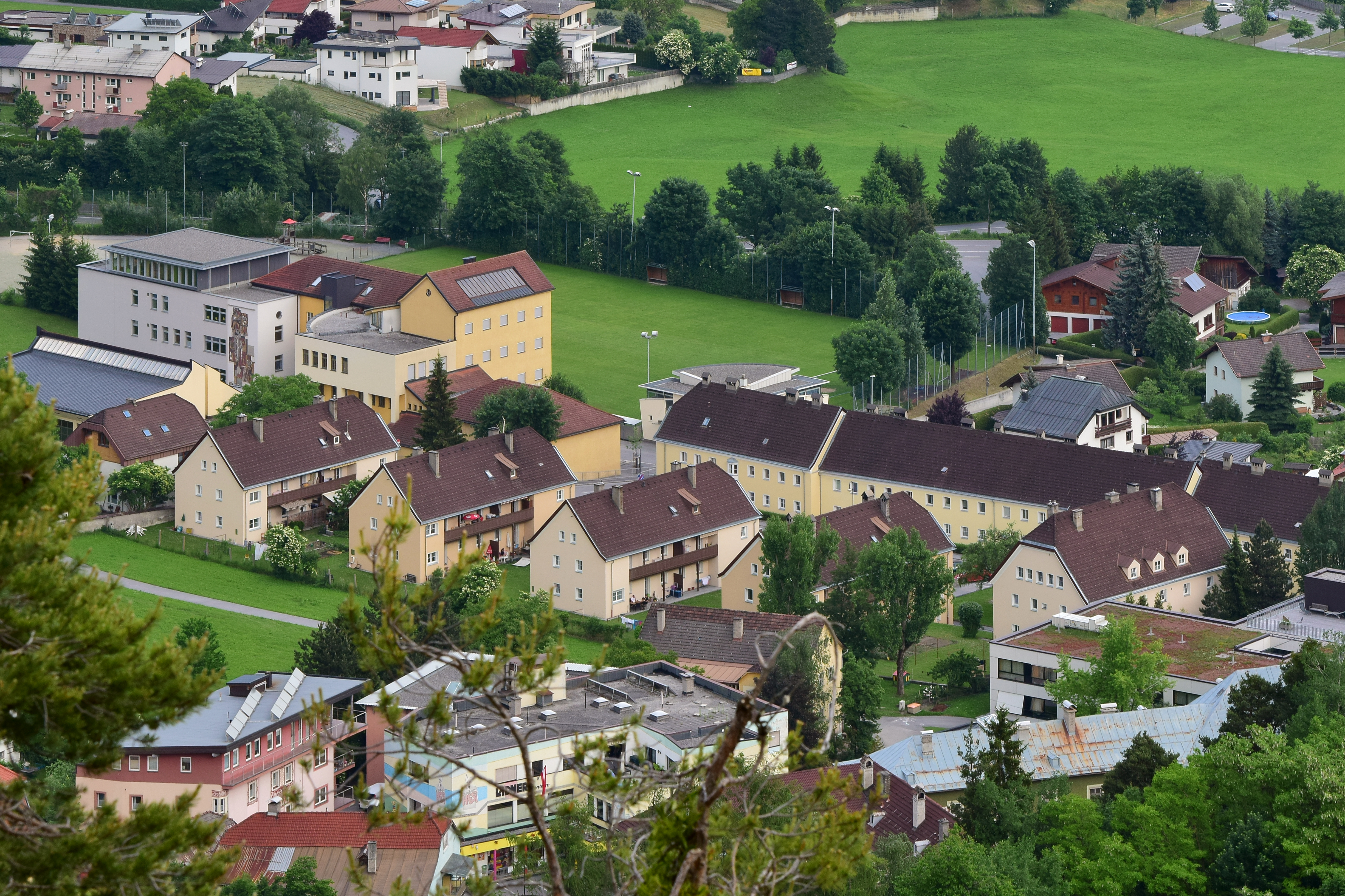
Südtiroler-Siedlung in Imst (zu beiden Seiten der Franz-Xaver-Renn-Straße)

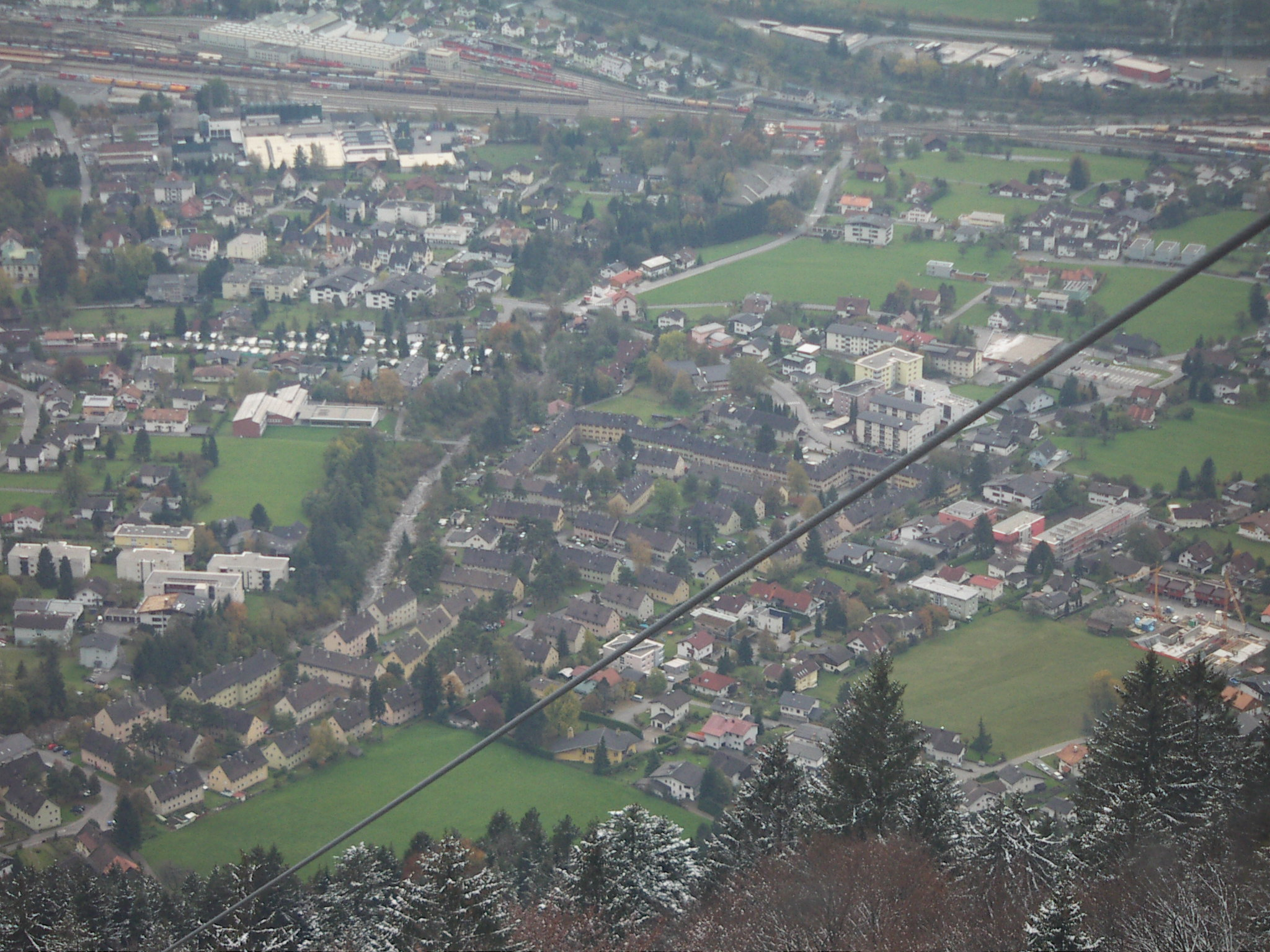
Südtiroler-Siedlung in Bludenz, dahinter Fatima-Kirche (Blick vom Muttersberg)

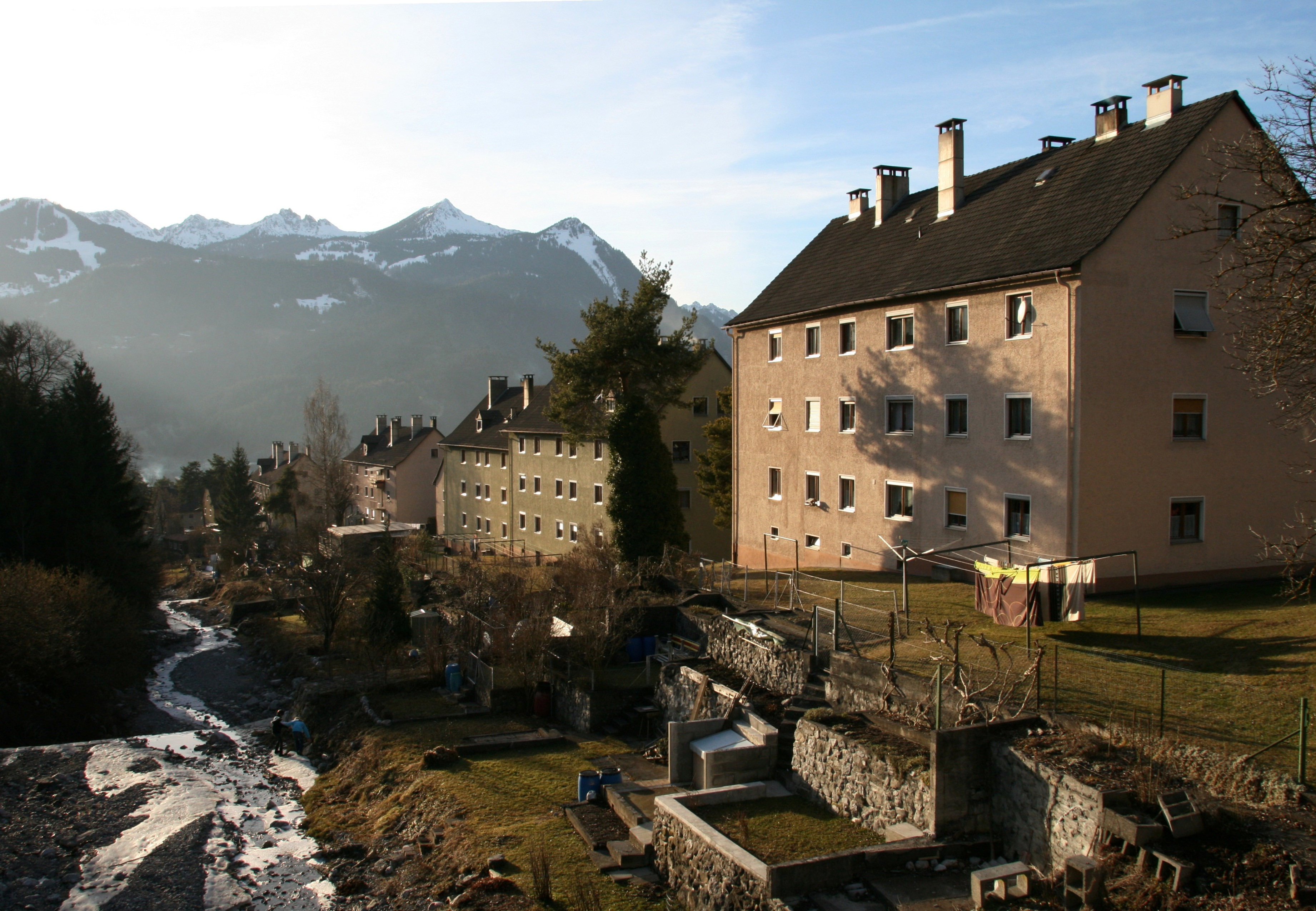
Südtiroler-Siedlung in Bludenz

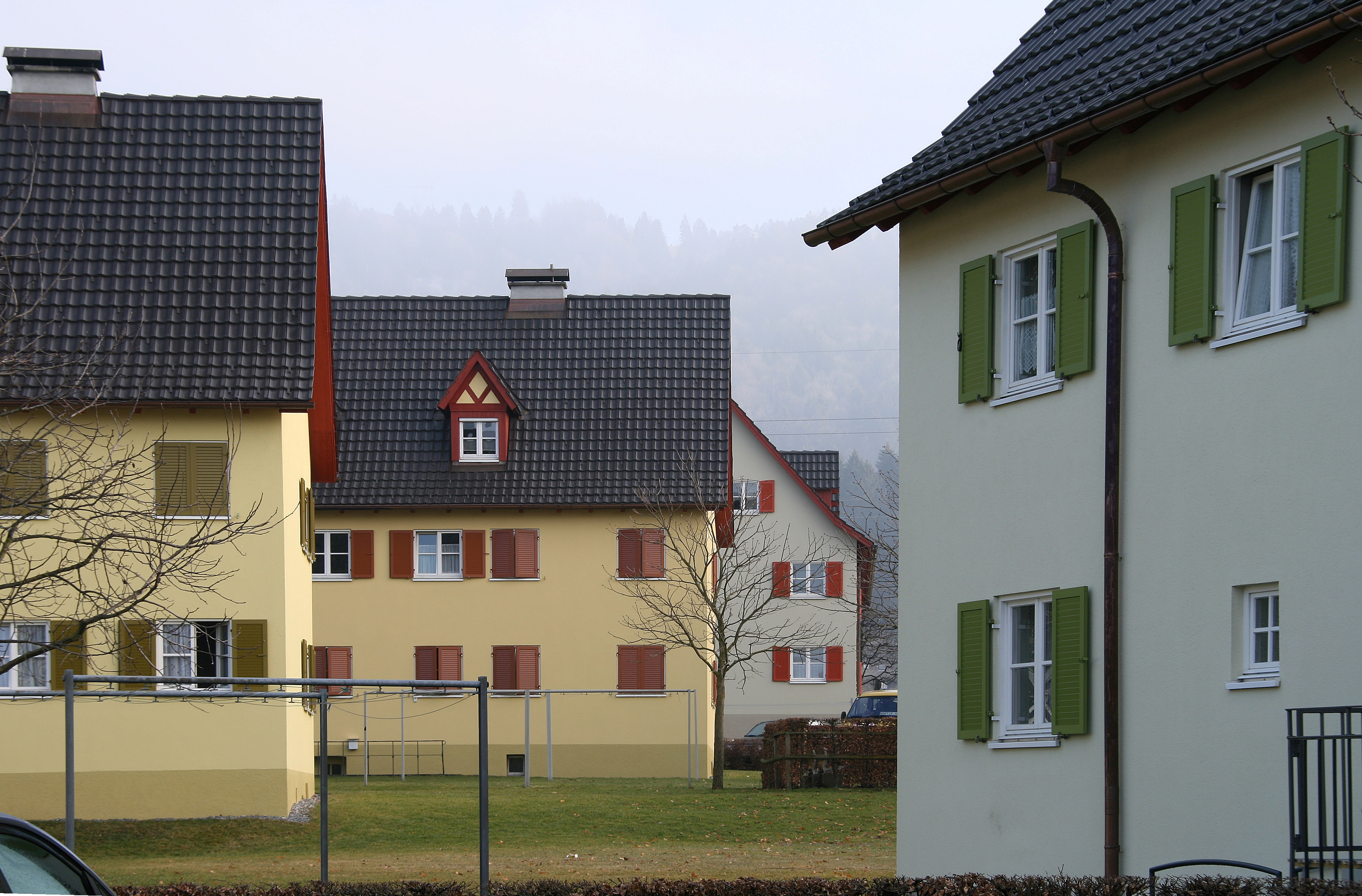
Sanierte Südtiroler-Siedlung in Lochau

In Südtiroler-Siedlungen wurden Anfang der 1940er Jahre im Deutschen Reich (Deutschland und Österreich) Wohneinheiten in einheitlicher Bauweise für die zugezogenen Südtiroler errichtet.

## Geschichte
Adolf Hitler und der italienische Faschistenführer Benito Mussolini schlossen 1939 ein Abkommen („Hitler-Mussolini-Abkommen“):
Es zwang die Südtiroler, sich zu entscheiden, ob sie
- unter den Bedingungen des italienischen Faschismus in Südtirol bleiben
- oder in das Deutsche Reich auswandern wollen.

In der Zeit zwischen 1939 und 1943 wird diese Wahlmöglichkeit als „Option in Südtirol“ bezeichnet, in welcher die nicht-italienischsprachigen Südtiroler (deutsch- und ladinischsprachig) nach Deutschland oder Österreich auswanderten („Optanten“) oder in Südtirol blieben („Dableiber“).
80 Prozent (das waren 166.488 Südtiroler) entschieden sich für die Option – und bis Kriegsende wanderten etwa 75.000 von ihnen aus. So wurden etwa 11.000 von ihnen in eilends errichteten Wohnsiedlungen in Vorarlberg untergebracht.
Diese Siedlungen stehen bis heute in den größeren Gemeinden und Städten Österreichs und sind als „Südtiroler-Siedlungen“ bekannt. Im Zusammenhang mit dem „Anschluss“ Österreichs an das Deutsche Reich im März 1938 wurde diese Bauentscheidung nur für die Ostmark getroffen. Die genaue Erforschung der Umstände steht noch aus.

## Standorte
Die Liste der Orte mit Südtiroler-Siedlung soll einen Überblick zu den Standorten von Südtiroler-Siedlungen bieten.
Viele der Südtiroler-Siedlungen in Vorarlberg und Tirol wurden vom Stuttgarter Architekten Helmut Erdle (1906–1991) mitgeplant:
Beteiligung an Planung und Ausführung von Siedlungen für Südtiroler in Kematen, Landeck-Perjen, Landeck-Zams, Jenbach, Imst, Telfs, Schwaz, Kufstein, St. Johann, Reutte, Hall, Bregenz-Lochau, Götzis, Völs, Wattens, Brixlegg, Pfunds, Flirsch, Jochberg, Wörgl und Kramsach.
- 1938–39 tätig im Heimstättenamt in Wien
- 1939–43 tätig im Heimstättenamt in Innsbruck, Leiter der Planungsabteilung[3]

Das Reichsheimstättenamt war eine Organisation der Deutschen Arbeitsfront, siehe dazu der auch aus Stuttgart kommende Architekt Julius Schulte-Frohlinde, ab 1934 unter Albert Speer stellvertretender Leiter der Bauabteilung der DAF, ab 1936 der Leiter, und ihm sind auch die Planungsabteilungen des Reichsheimstättenamtes unterstellt.

### Burgenland
- Oberwart[4]

### Niederösterreich
- Mistelbach (Vorläufer, weil im Ersten Weltkrieg errichtet und von 1916 bis 1918 für Flüchtlinge genutzt)[5]
- Mödling

### Oberösterreich
- Freistadt

### Salzburg
| - Bischofshofen - Kaprun | - Mittersill - Salzburg (sowohl in Liefering (2025 abgerissen) als auch in Maxglan) | - St. Johann im Pongau - Schwarzach im Pongau |

### Steiermark
- Bad Radkersburg am Südtirolerplatz zwischen der ehemaligen Augustiner-Eremiten-Kirche und dem Südostturm der mittelalterlichen Stadtbefestigung.
- Bruck an der Mur[9]
- Deutschlandsberg
- Fürstenfeld[10]
- Gleisdorf (Südtiroler Siedlung in der Neugasse)[11]
- Graz
- Gröbming (Südtiroler Siedlung erbaut 1941–1943, von Hans Jaksch und Siegfried Theiss)[12]
- Leibnitz
- Liezen
- Weiz[13]

### Tirol
| - Brixlegg - Flirsch - Hall - Hopfgarten im Brixental - Imst - Innsbruck-Pradl und -Wilten - Jenbach - Jochberg (Tirol) | - Kematen - Kitzbühel (um 1941) - Kramsach - Kufstein-Sparchen - Landeck-Perjen - Lienz (angelegt 1941–1942) - Pfunds - Reutte | - St. Johann - Telfs - Völs - Wattens - Wörgl - Zams |

### Vorarlberg
Die 1939 neu gegründete Vorarlberger gemeinnützige Wohnungsbau- und Siedlungsgesellschaft m.b.H. Vogewosi wurde als Bauträger der sogenannten Südtiroler Volkswohnbauten im Land Vorarlberg beauftragt, wobei insgesamt 2300 Wohnungen geplant waren.
- Bludenz (1942–1947 erbaut)[38]
- Bregenz (1939–1941)
- Dornbirn (1939–1941)[39]
- Götzis (1941 errichtet)[40]
- Hard
- Hohenems (1943)
- Levis (Feldkirch), Siechengut (erbaut 1940)[41]
- Lochau
- Lustenau, Heimkehrerstraße 1–9, 11, 13, 15, Bahnhofstraße 16, Hinterfeldstraße 6, 8, 12: Von 150 geplanten Wohnungen wurden 101 Wohnungen in der Bahnhofsstraße fertiggestellt und 1941 vom Bürgermeister mit der Bezeichnung Heimkehrerstraße betitelt, eine Bezeichnung, die die Wohnanlage noch immer trägt.[42]